# Fosse no 9 des mines de Lens
La fosse no 9 dite Saint-Théodore ou Théodore Barrois de la Compagnie des mines de Lens est un ancien charbonnage du Bassin minier du Nord-Pas-de-Calais, situé à Lens. Les travaux du puits commencent en juillet 1884, et la fosse commence à extraire le 1er octobre 1890. Les terrils nos 68 et 68A sont édifiés à l'est de la fosse, le second est un cavalier minier permettant le raccordement avec la gare de Lens. Des cités sont construites au nord de la fosse, ainsi que des écoles primaires et maternelles, et une église, placée sous le vocable de saint Théodore. Une fosse d'aérage no 9 bis est entreprise à 640 mètres au sud-ouest en 1902 et est opérationnelle en 1904, elle est située sur un autre carreau. La fosse et ses cités sont détruites durant la Première Guerre mondiale. Elles sont reconstruites suivant le style architectural des mines de Lens d'après-guerre.
La Compagnie des mines de Lens est nationalisée en 1946, et intègre le Groupe de Lens ; en 1952, ce dernier fusionne avec le Groupe de Liévin pour former le Groupe de Lens-Liévin. Des cités sont bâties au sud de la fosse. Cette dernière no 9 cesse d'extraire en 1960 à la suite de sa concentration sur la fosse no 11 - 19. Le puits d'aérage no 9 bis est comblé en 1965. La fosse no 9  est entrée d'air, mais en 1976, de nouveaux ventilateurs en provenance sont installés, et la fosse no 9 devient un puits de retour d'air. Le puits no 9, profond de 605 mètres, est remblayé en 1980 et son chevalement est détruit trois ans plus tard.
Une zone industrielle prend place sur le carreau de fosse. Au début du XXIe siècle, Charbonnages de France matérialise la tête de puits no 9. La zone industrielle est détruite et remplacée par le Louvre-Lens. Les cités ont été rénovées, et les terrils subsistent, bien qu'ils soient discrets dans le paysage. La cité pavillonnaire no 9, l'église Saint-Théodore, l'école, le logement d'instituteur, la maison d'ingénieur et la cité pavillonnaire Jeanne d'Arc ont été inscrits le 30 juin 2012 sur la liste du patrimoine mondial de l'Unesco.

## La fosse

### Fonçage
La fosse no 9 est commencée par la Compagnie des mines de Lens à Lens en juillet 1884, à 2 100 mètres à l'est du clocher de Lens, et à 2 000 mètres à l'ouest du clocher de Saint-Amé,.

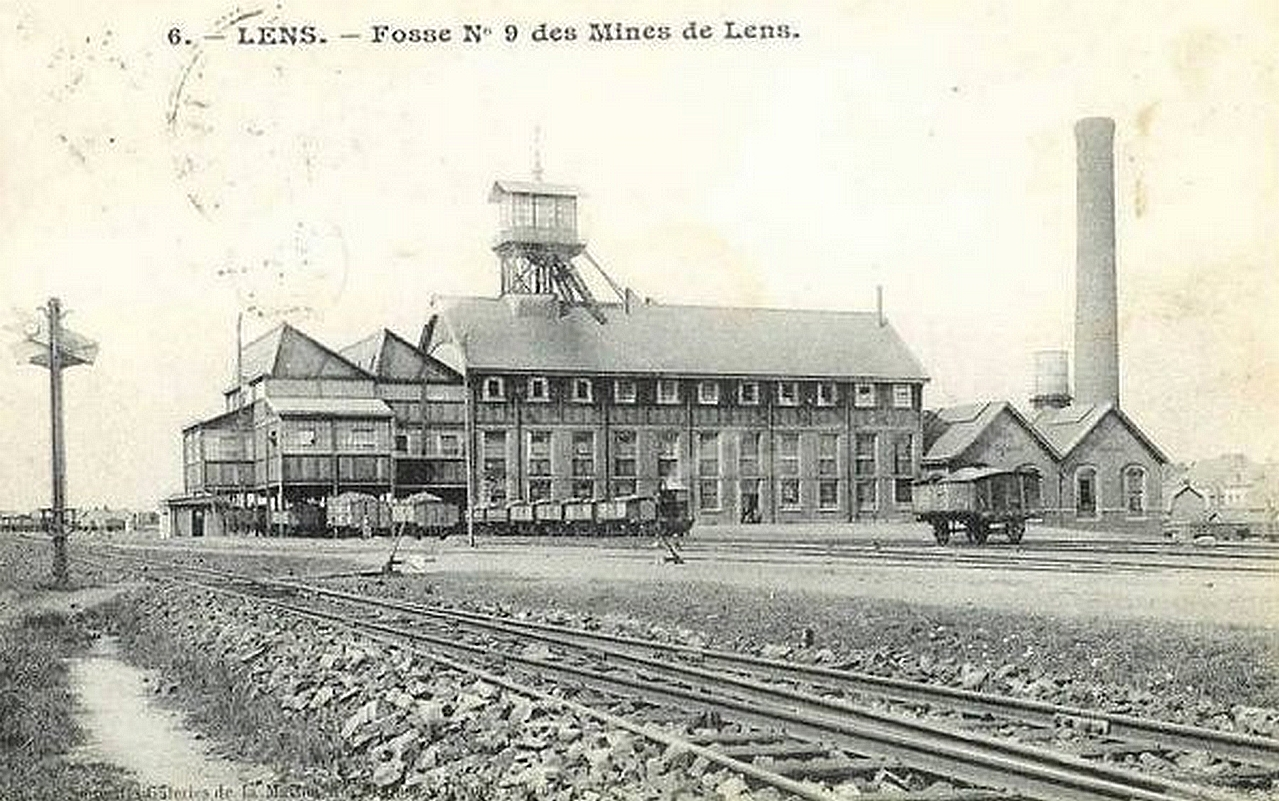
La fosse avant la guerre.

L'orifice du puits est situé à l'altitude de quarante mètres. Le niveau est passé avec quelques difficultés, à l'aide de quatre pompes de 55 centimètres de diamètre, donnant huit coups à la minute. La venue d'eau maximale a été de 12 000 hectolitres à l'heure. Le diamètre utile du puits est de 4,60 mètres. Selon Jules Gosselet, le terrain houiller est atteint à la profondeur de 140 mètres. D'après Alfred Soubeiran, les morts-terrains sont recoupés à 141,86 mètres, et le terrain houiller à la profondeur de 202,54 mètres. Le fonçage du puits est terminé le 19 décembre 1886.
La fosse est baptisée Saint-Théodore en l'honneur de Théodore Barrois.

### Exploitation
La fosse commence à extraire le 1er octobre 1890.
Dans les années 1890, le puits est profond de 304,40 mètres, il est approfondi, puisqu'à l'accrochage de 238 mètres, est ajouté un accrochage à 336 mètres de profondeur.
La fosse d'aérage no 9 bis est entreprise à 640 mètres au sud-ouest du puits no 9 en 1902, et commence à aérer en 1904.
La fosse est détruite durant la Première Guerre mondiale. Elle est reconstruite suivant le style architectural des mines de Lens d'après-guerre. La Compagnie des mines de Lens est nationalisée en 1946, et intègre le Groupe de Lens. Le puits no 9 est ravalé de 336 à 458 mètres. En 1952, le Groupe de Lens fusionne avec le Groupe de Liévin pour former le Groupe de Lens-Liévin. La fosse no 9 cesse d'extraire en 1960 à la suite de sa concentration sur la fosse no 11 - 19, sise à 1 717 mètres au nord-ouest. Le puits d'aérage no 9 bis est remblayé en 1965. La fosse no 9 assure l'entrée d'air pour la concentration, mais en 1976, de nouveaux ventilateurs en provenance de la fosse no 8 - 16 des mines de Courrières, sise à Courrières, sont installés, et la fosse no 9 devient un puits de retour d'air. Le puits no 9, profond de 605 mètres, est remblayé en 1980. Le chevalement est détruit trois ans plus tard.

### Reconversion
Le carreau de fosse est reconverti en zone industrielle. Au début du XXIe siècle, Charbonnages de France matérialise la tête de puits no 9. Le BRGM y effectue des inspections chaque année. À la fin des années 2000 et au début des années 2010, la zone industrielle est détruite, ainsi que les bains-douches, et les ateliers et écuries, et le Louvre-Lens est construit sur le carreau de fosse.

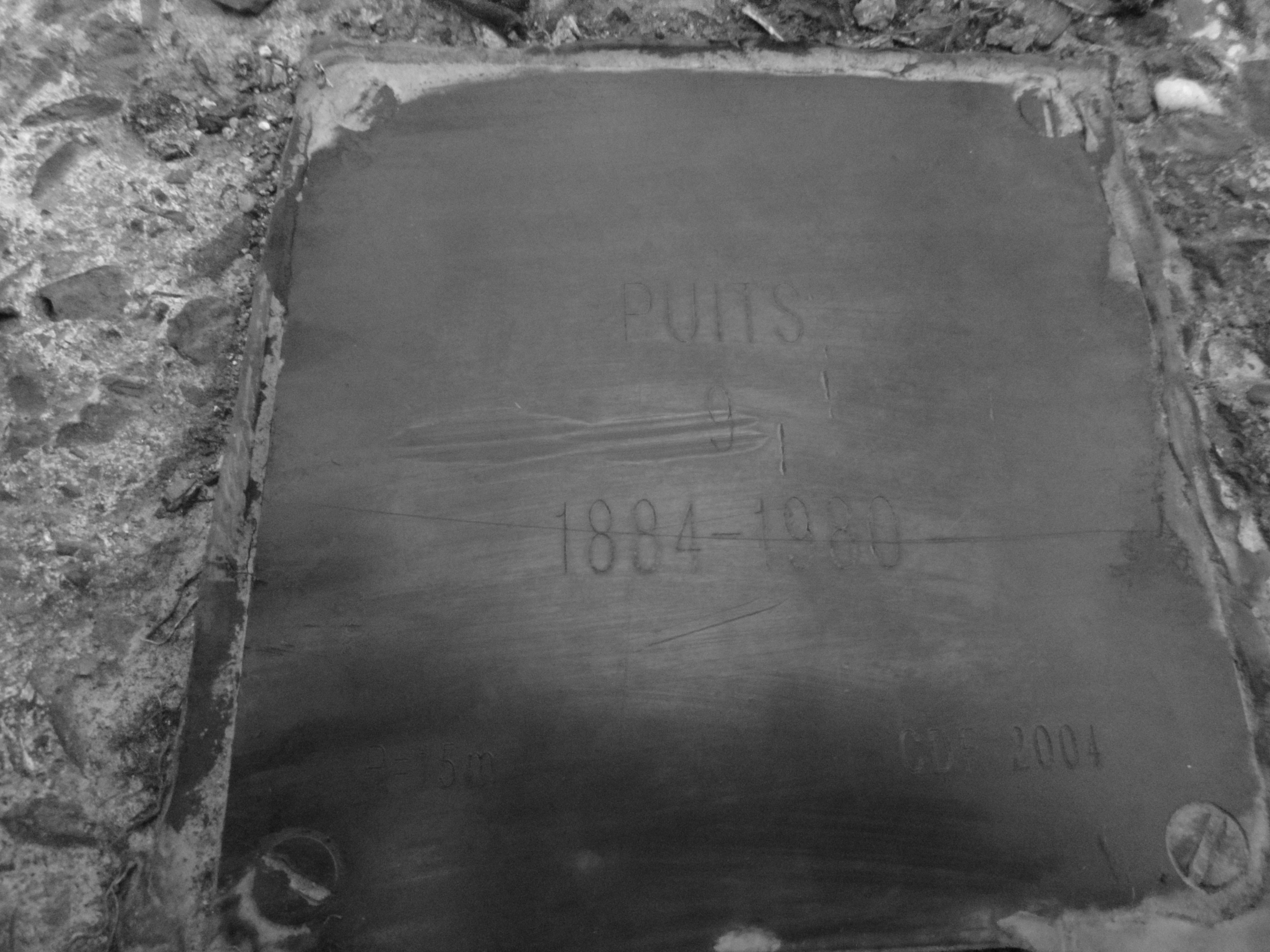
Puits no 9, 1884-1980.
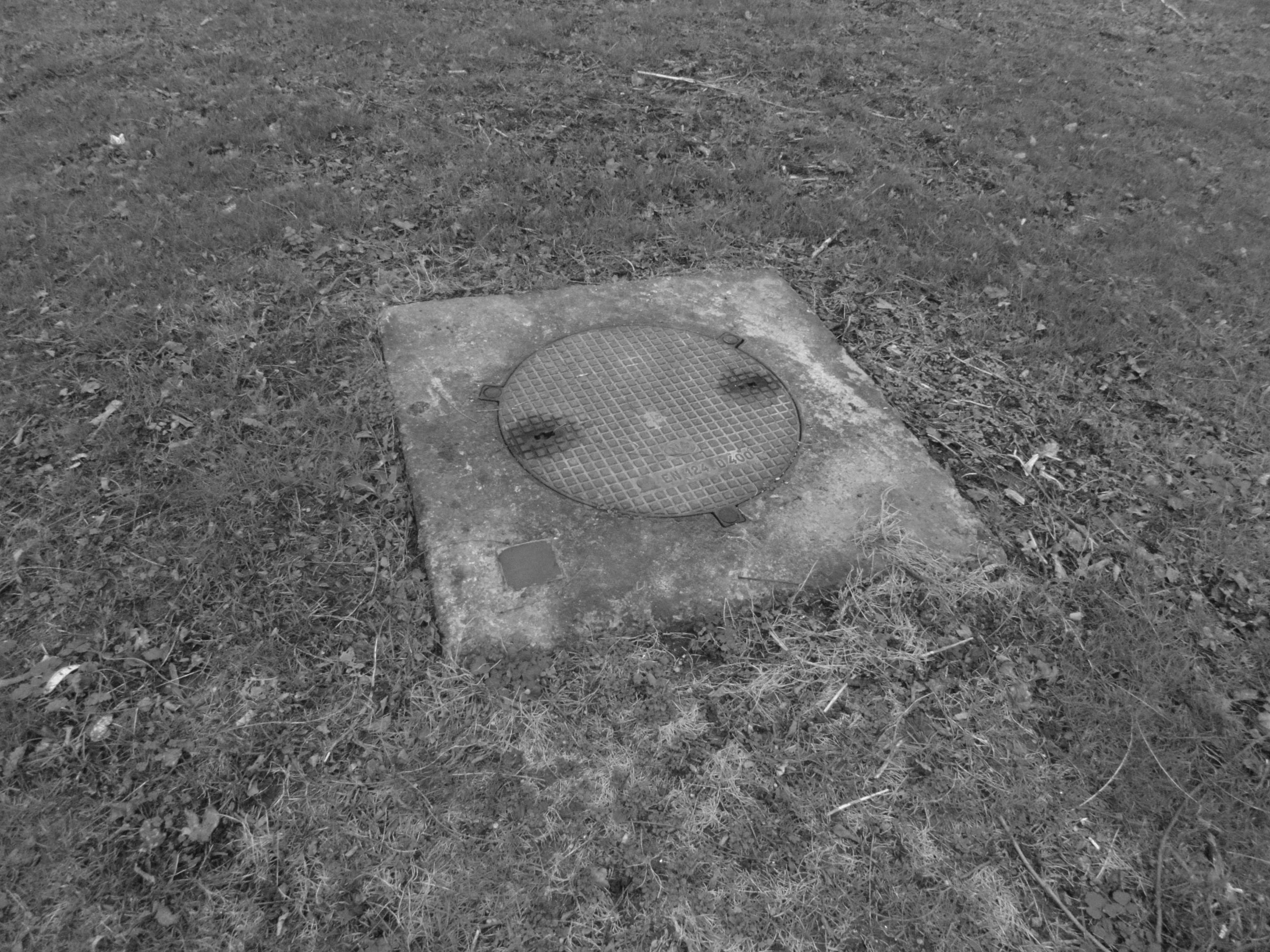
La tête de puits matérialisée.
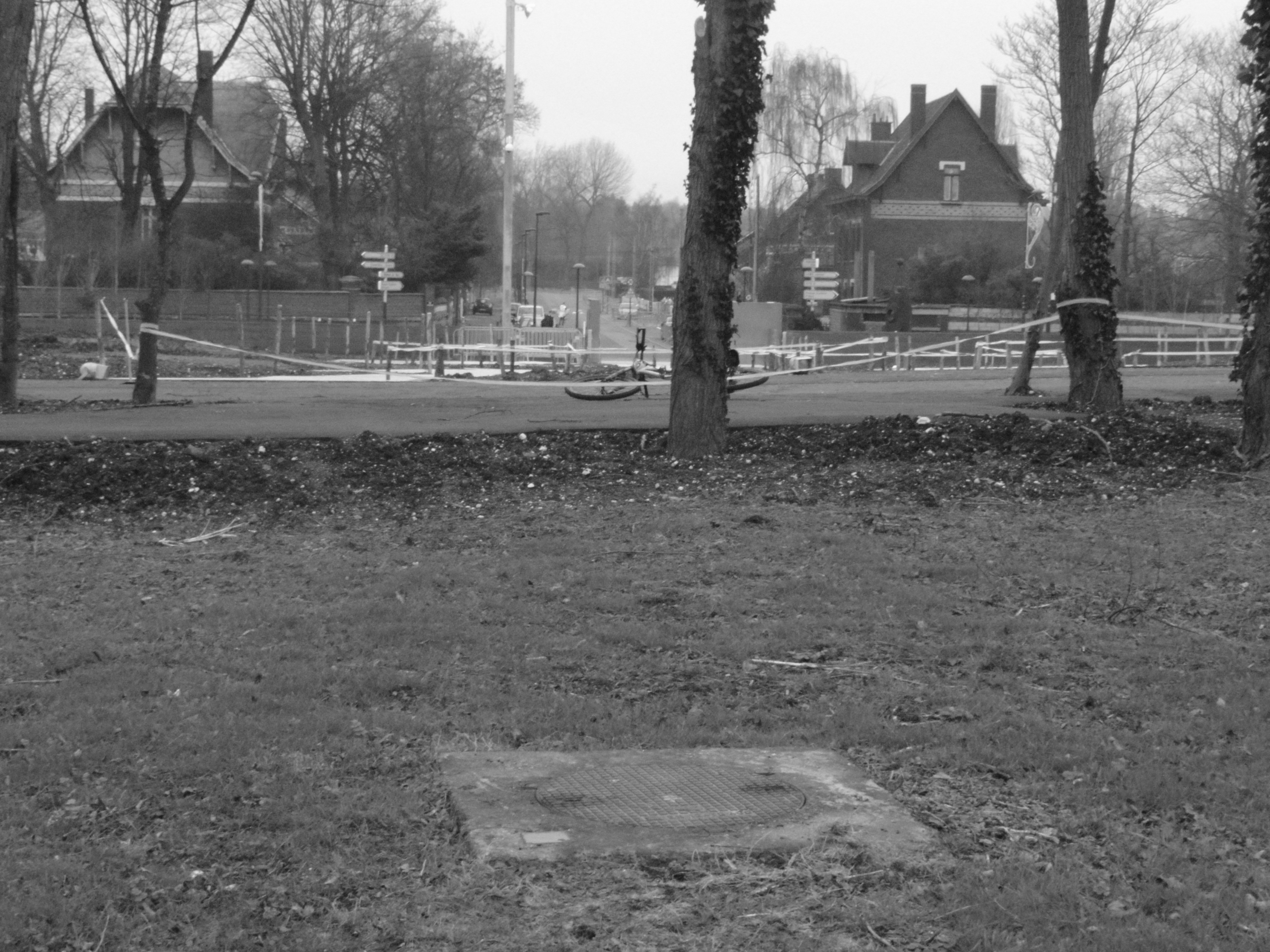
Le puits dans son environnement.
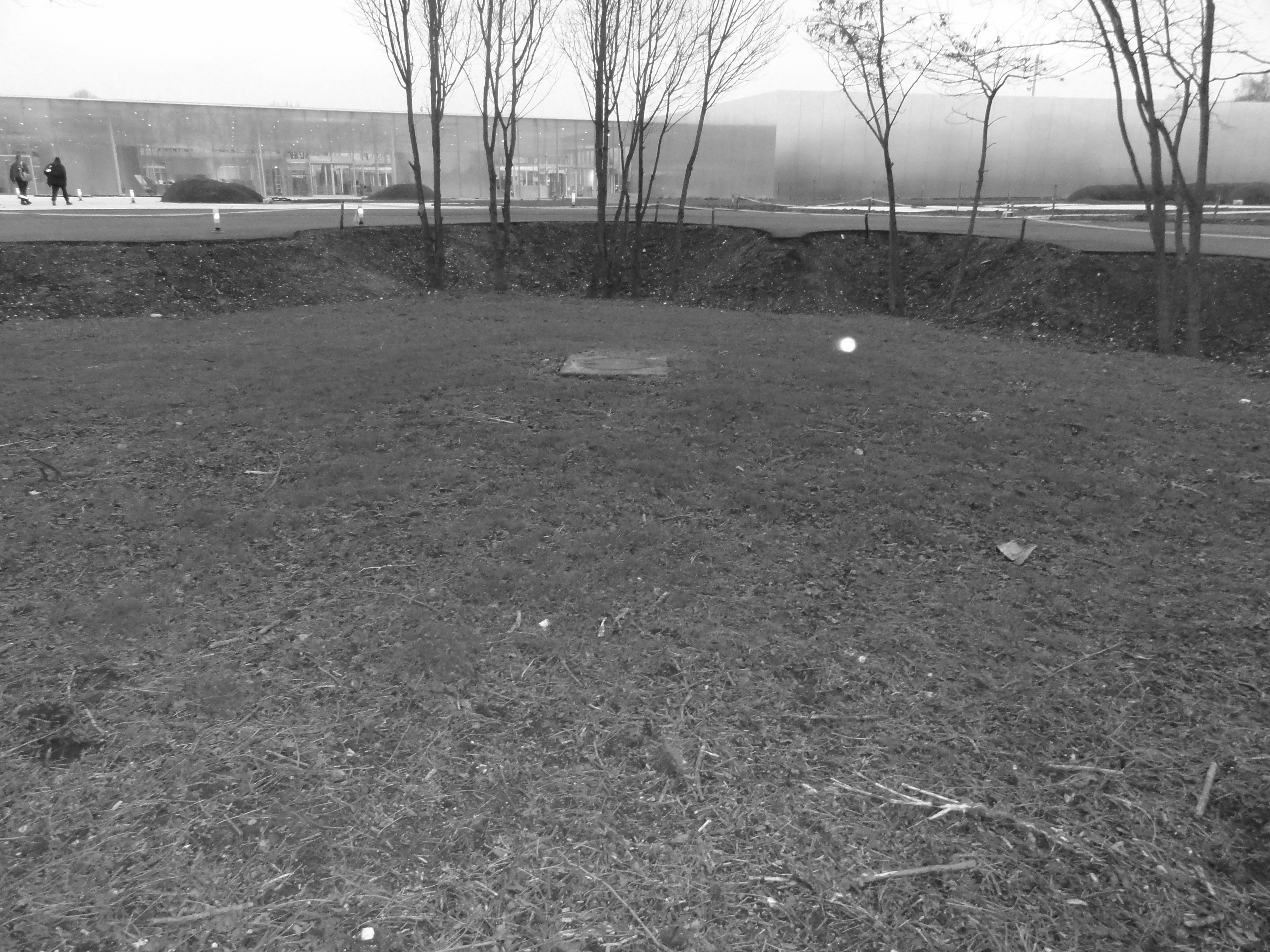
Le puits dans son environnement.
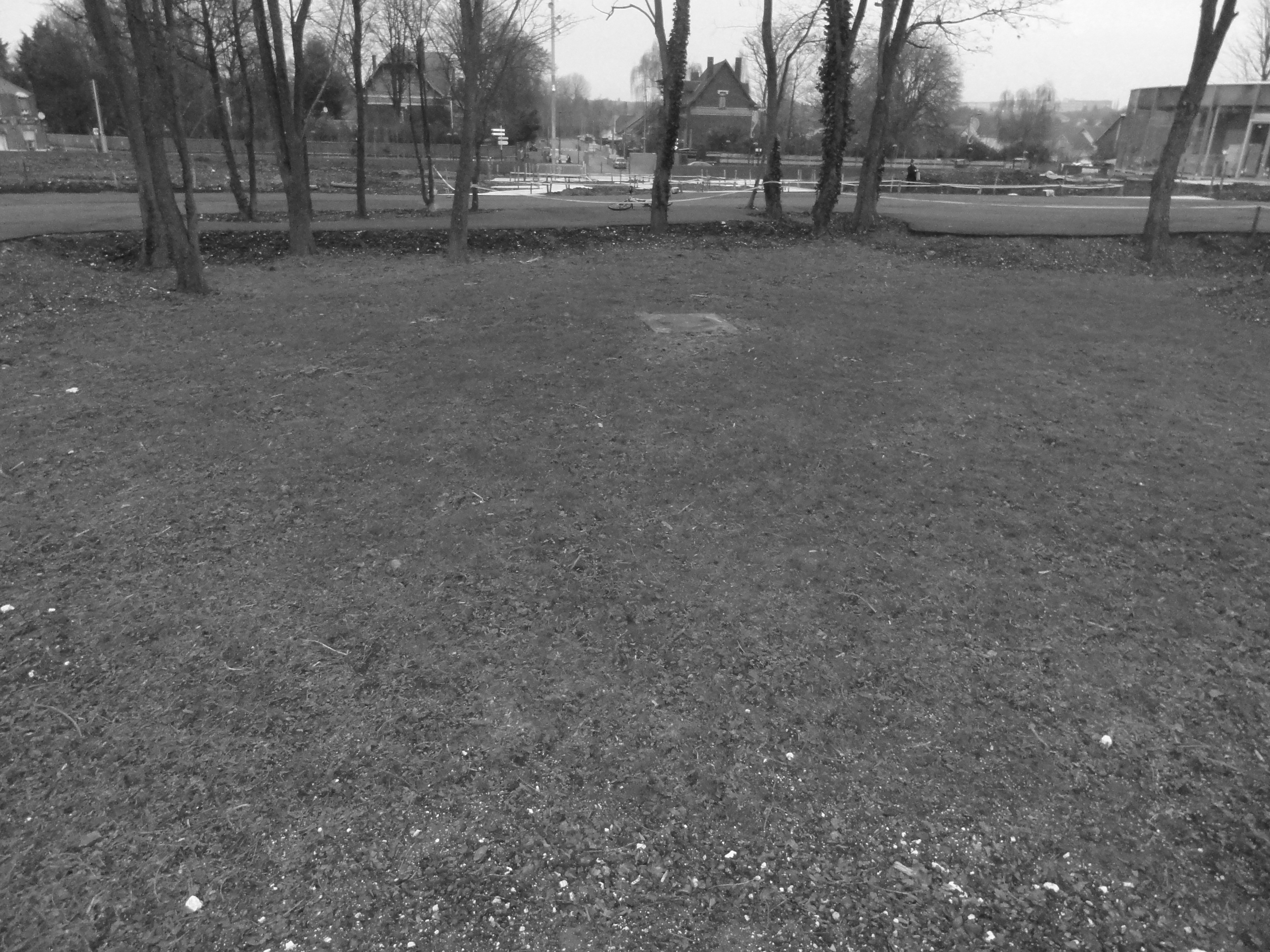
Le puits dans son environnement.

## Les terrils
Deux terrils résultent de l'exploitation de la fosse.

### Terrilno68, 9 de Lens
50° 25′ 49″ N, 2° 48′ 39″ E

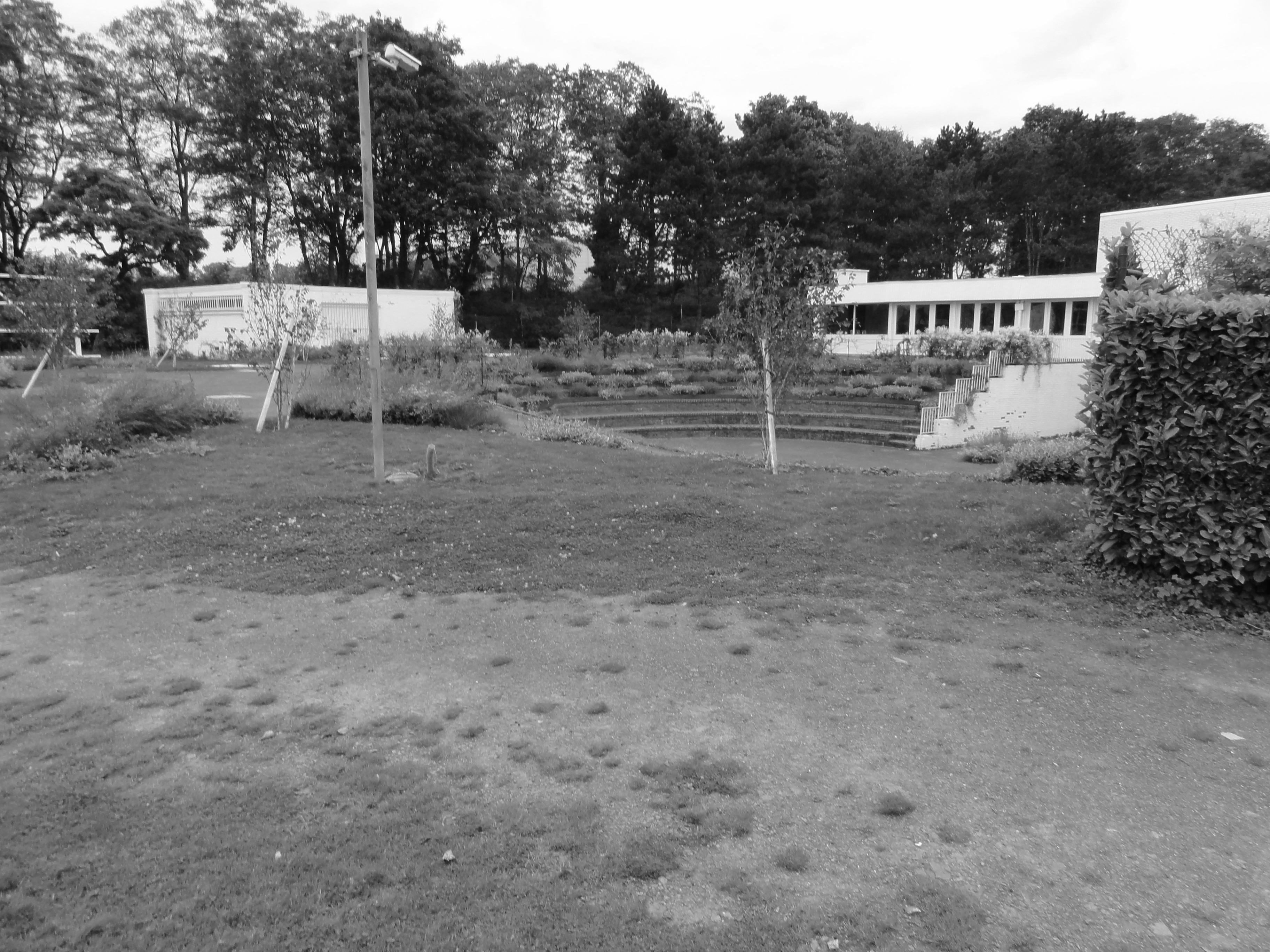
Le terril 9 de Lens.

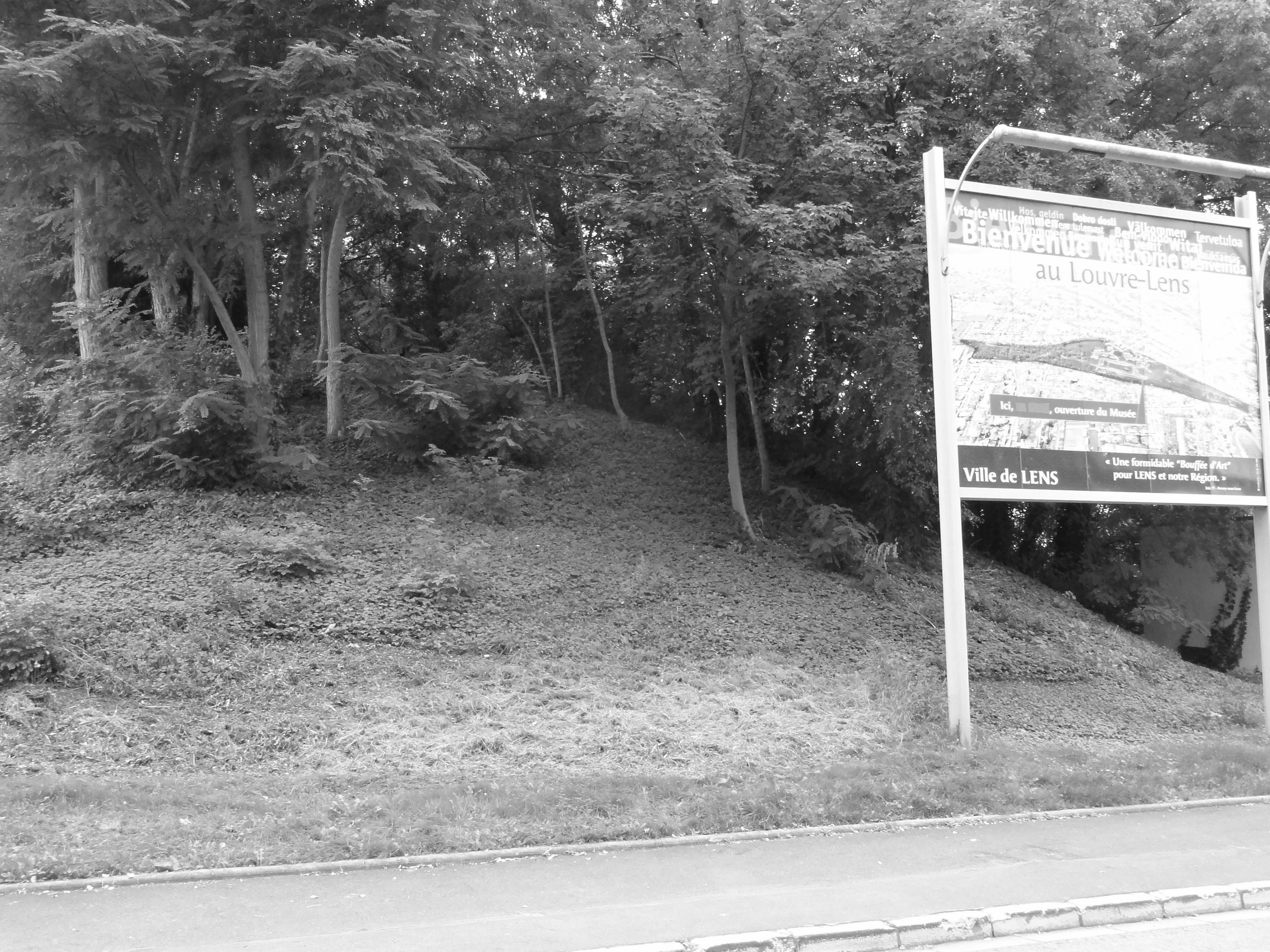
Le terril Cavalier du 9 de Lens.

Le terril no 68, situé à Lens, est le terril plat de la fosse no 9. Sur une partie du site, des installations sportives ont été installées, l'autre partie, est le site du Louvre-Lens. Sa hauteur maximale est de neuf mètres.

### Terrilno68A, Cavalier du 9 de Lens
50° 25′ 46″ N, 2° 48′ 51″ E
Le terril no 68A, situé à Lens, est le terril cavalier reliant la fosse no 9 des mines de Lens au triage de la gare de Lens. Il est entièrement boisé.

## Les cités
De vastes cités ont été bâties tout autour de la fosse no 9 et son puits d'aérage no 9 bis, sur les territoires de Lens et de Liévin. La Compagnie de Lens a bâti ses habitations au nord de la fosse, alors qu'après la Nationalisation, les habitations ont été bâties au sud. La cité pavillonnaire no 9 au nord - dite « cité Saint-Théodore » - l'église Saint-Théodore, l'école, le logement d'instituteur, la maison de l'ingénieur en chef, la maison du médecin (toutes rue de La Rochefoucauld) et la cité pavillonnaire Jeanne d'Arc font partie des 353 éléments répartis sur 109 sites qui ont été inscrits le 30 juin 2012 sur la liste patrimoine mondial de l'Unesco. Ils constituent une partie du site no 63. La cité des Fleurs, construite après la nationalisation, ne fait pas partie du patrimoine de l'Unesco.

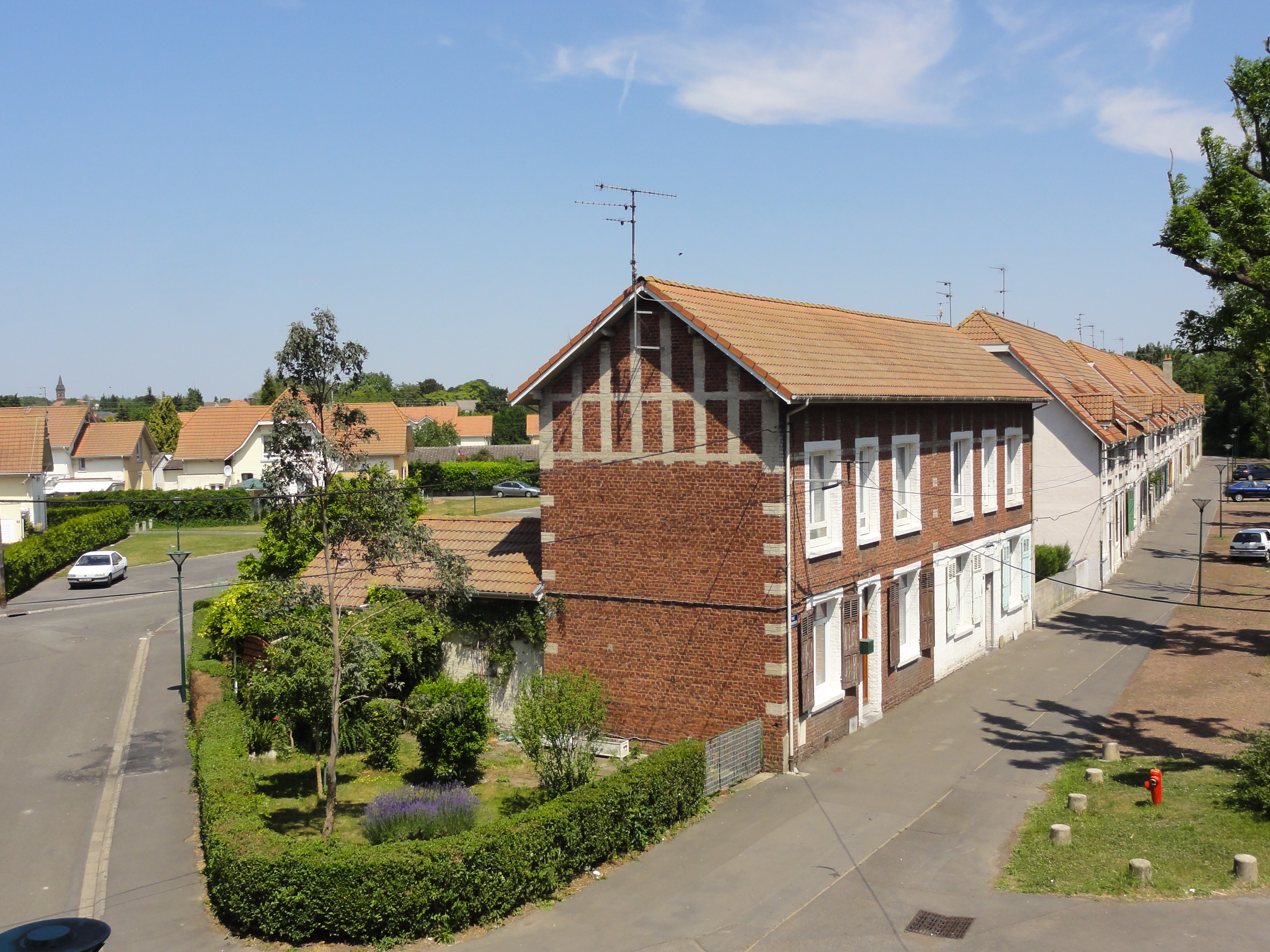
Des habitations groupées par deux et un coron.
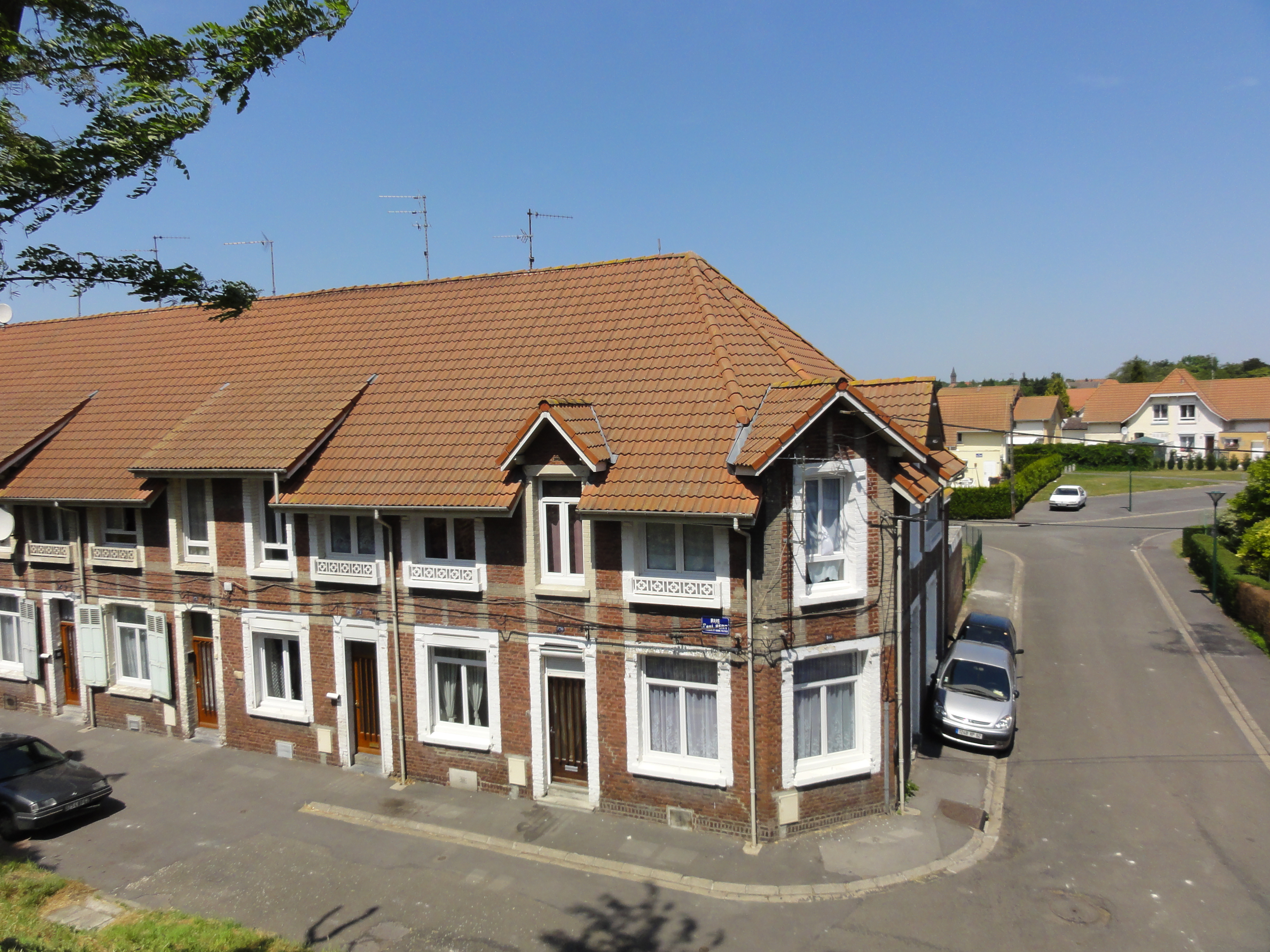
Un coron.
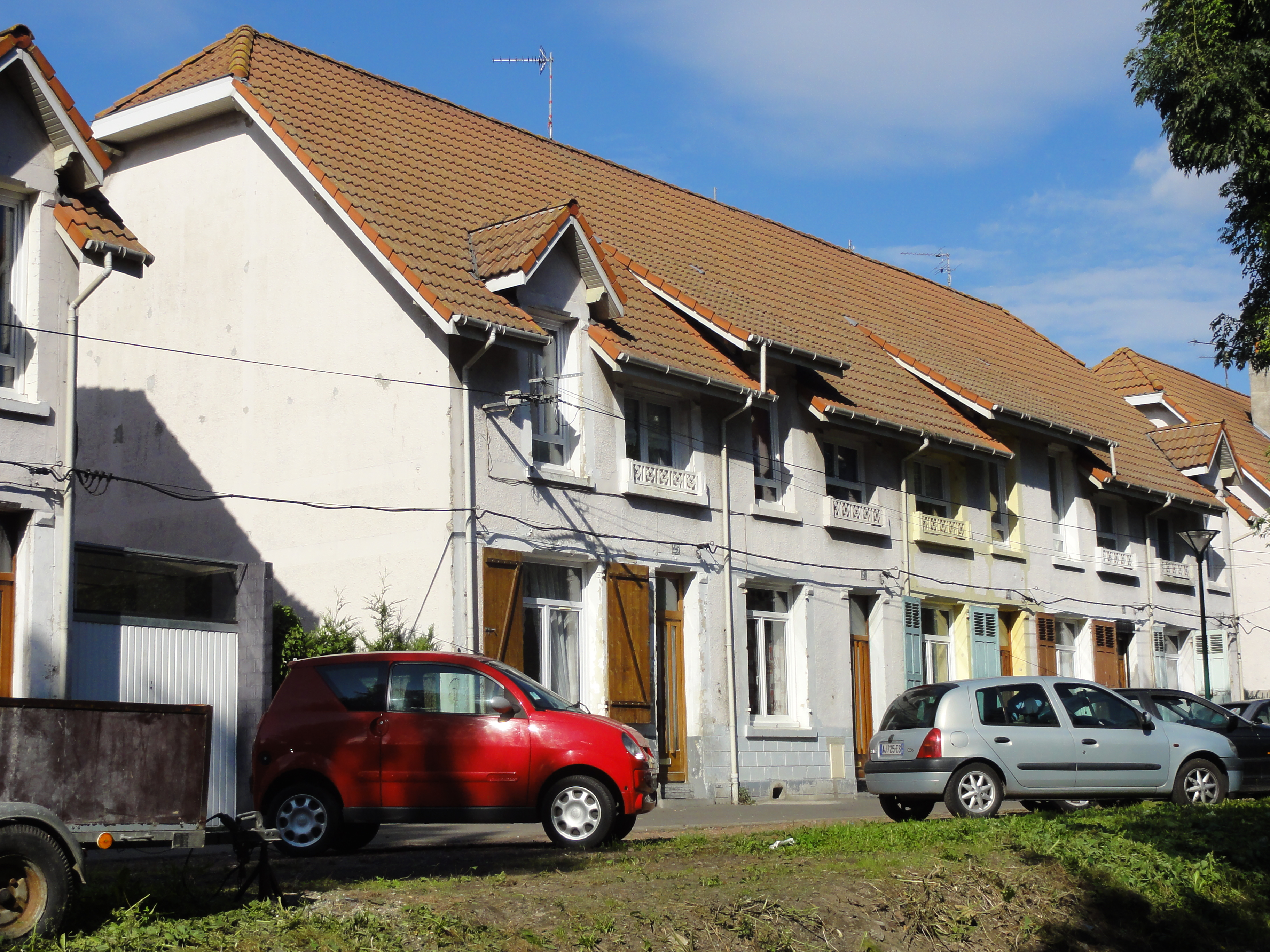
Un coron regroupant cinq habitations.
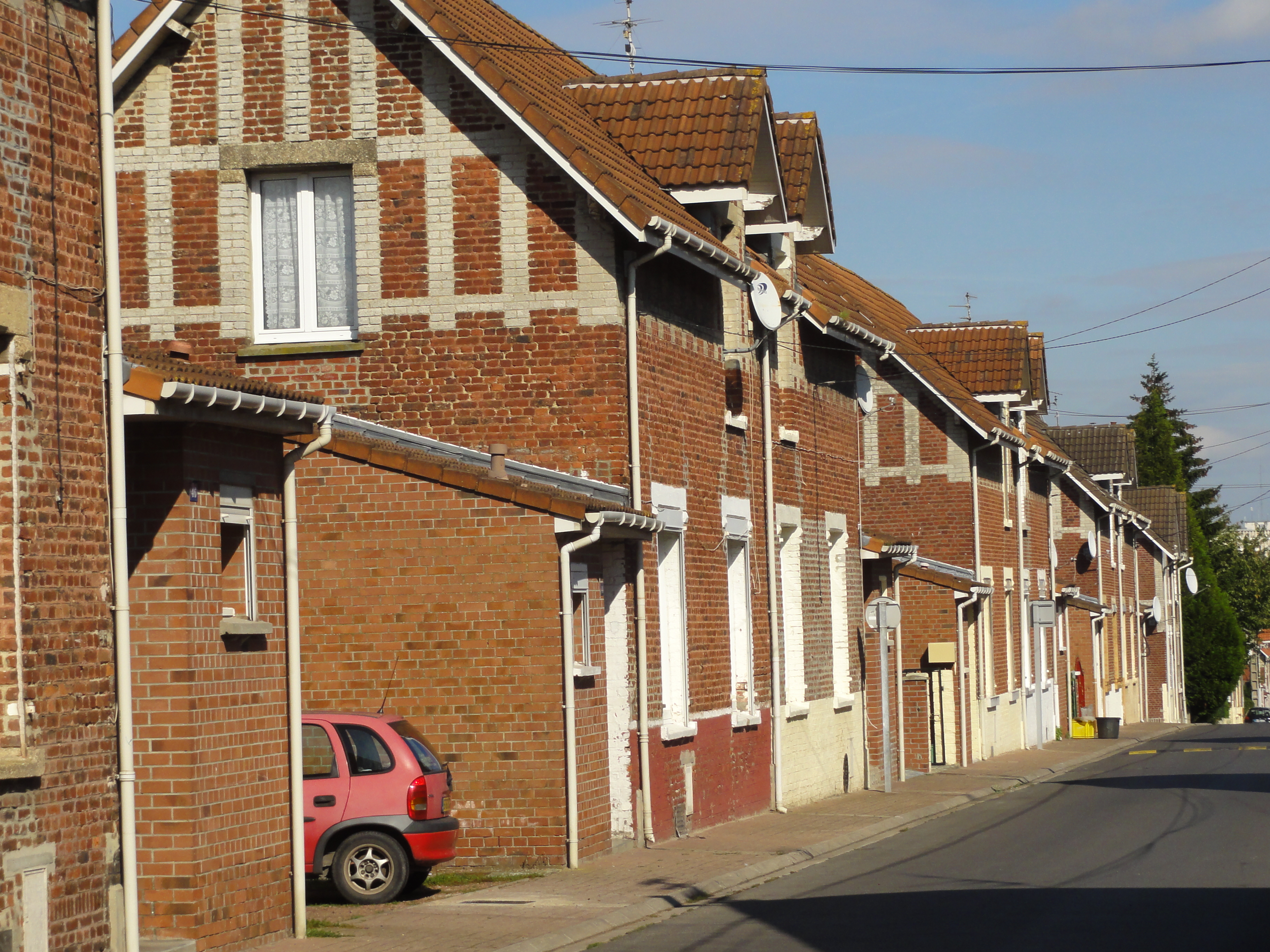
Des habitations groupées par deux.
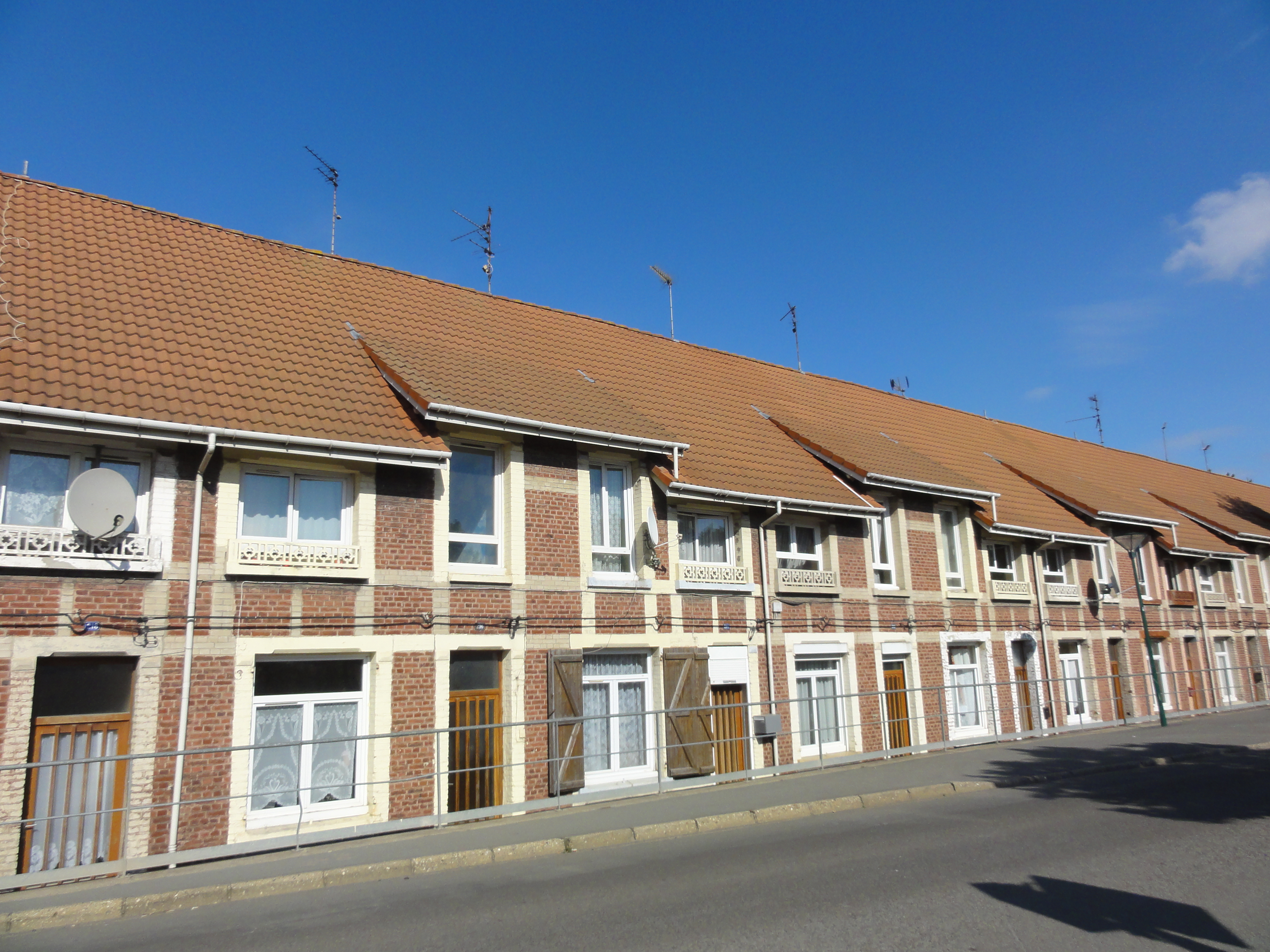
Un coron.
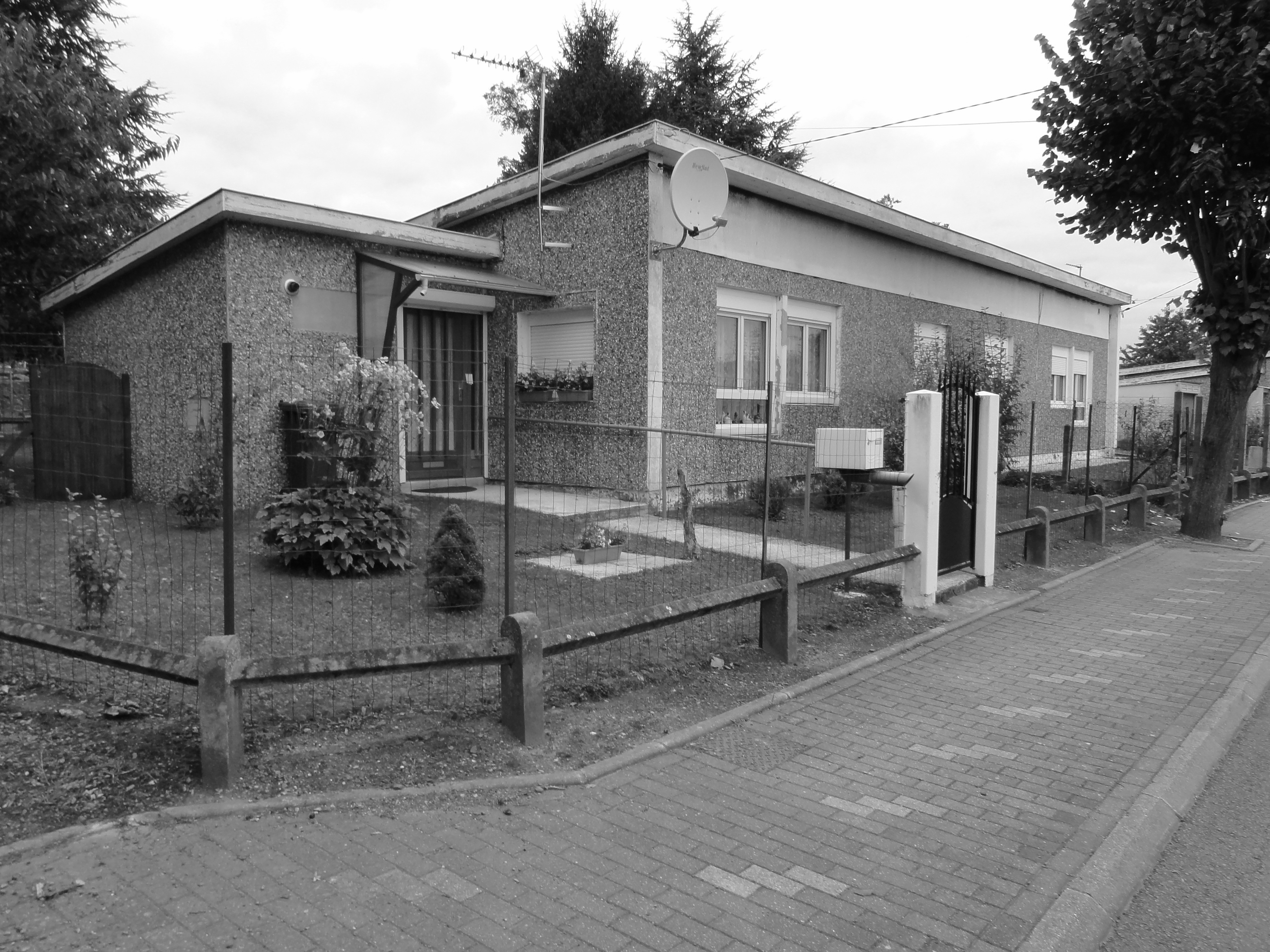
Des habitations post-nationalisation groupées par deux.

### L'église Saint-Théodore

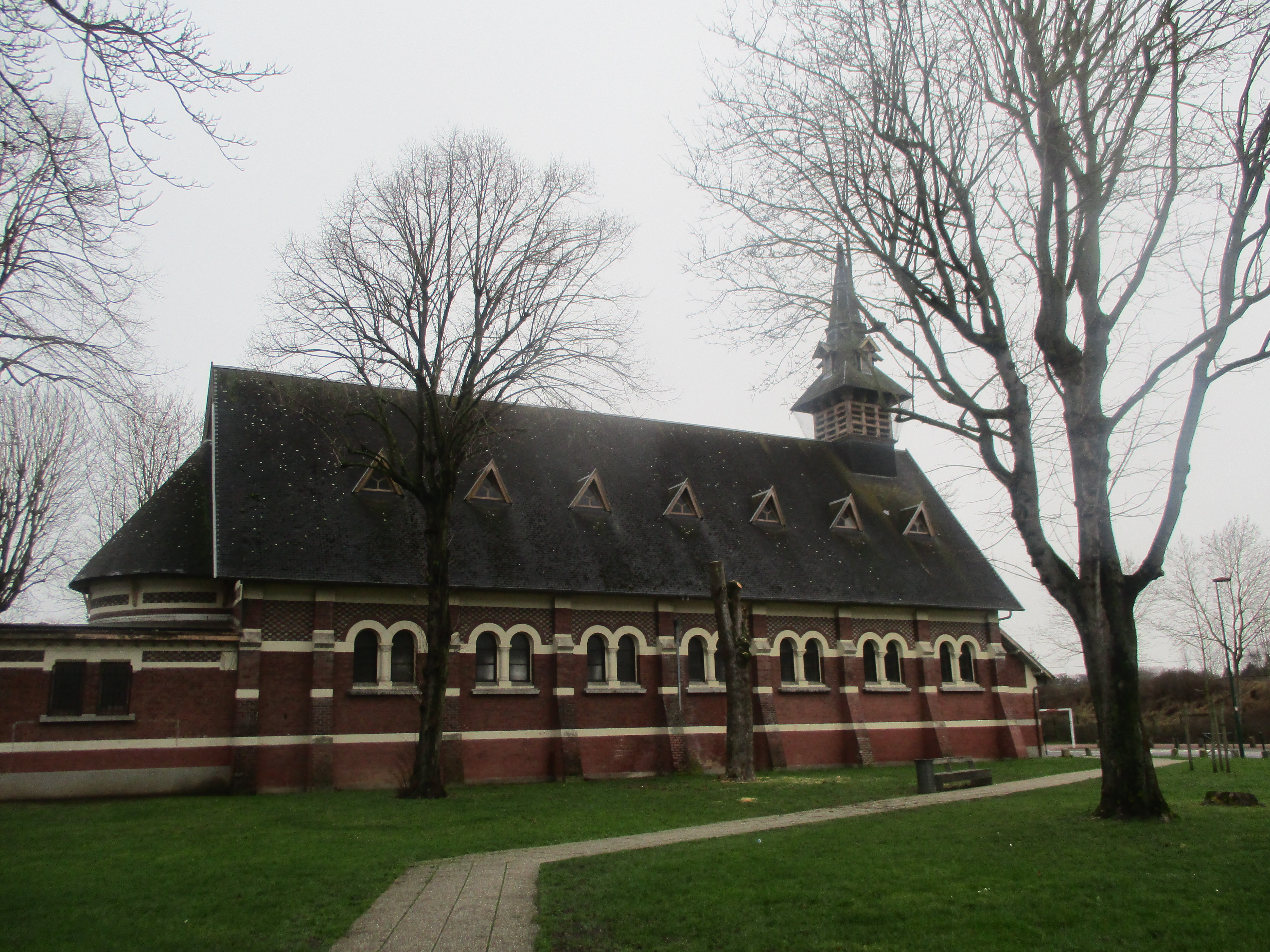
L'église Saint-Théodore.

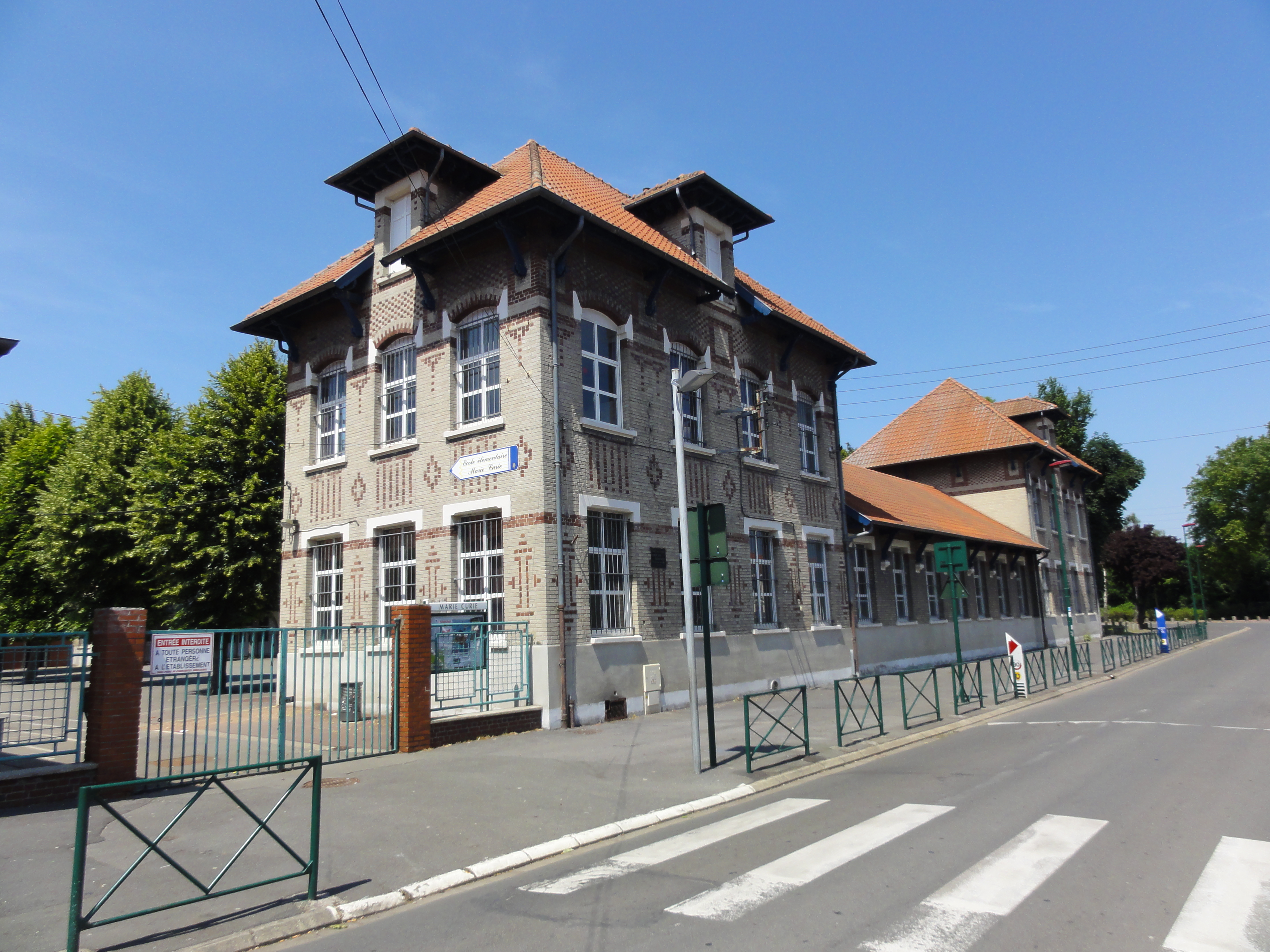
Les écoles. Aujourd'hui groupe scolaire Marie-Curie

50° 26′ 03″ N, 2° 48′ 20″ E

### Les écoles
50° 26′ 01″ N, 2° 48′ 18″ E
Des écoles primaires et maternelles ont été bâties près de l'église.